# Pseudonotidanidae
Gli pseudonotidanidi (Pseudonotidanidae) sono una famiglia di squali estinti. Vissero tra il Giurassico inferiore ed il Cretaceo inferiore (Toarciano - Valanginiano, circa 182 - 138 milioni di anni fa) e i loro resti fossili sono stati ritrovati in Europa.

## Descrizione
Questi animali sono noti solamente per i loro denti fossili, come spesso avviene per gli squali (dotati di uno scheletro cartilagineo e quindi di difficile conservazione) ed è pertanto impossibile una ricostruzione adeguata. I denti presentano somiglianze con quelli degli esanchidi (Hexanchidae) per quanto riguarda la corona, dotata di numerose cuspidi e compressa in senso labio-linguale). La radice, tuttavia, ricordava quella dei denti dei paleospinacidi (Palaeospinacidae), espansa in senso linguale e dalla base piatta. 

## Classificazione
Nel 2004, Underwood e Ward eressero la nuova famiglia Pseudonotidanidae per alcuni denti di squali che mostrano una corona simile a quella degli esanchidi e una radice simile a quella dei paleospinacidi; si offrì quindi un'opportunità di comprendere meglio le relazioni filogenetiche tra gli Hexanchiformes e i Synechodontiformes, due gruppi che potrebbero essere strettamente collegati (Duffin & Ward, 1993; Underwood, 2006).
Gli Pseudonotidanidae sono stati inclusi inizialmente nei Synechodontiformes (Underwood & Ward, 2004), un'idea accettata in seguito da Klug & Kriwet (2008, 2010), Klug et al. (2009), Klug (2010) e Kriwet & Klug (2011); altri autori, tuttavia, ritengono che questa famiglia possa essere inclusa negli Hexanchiformes (Underwood, 2006; Cappetta, 2012; Maisey, 2012). Finora, la famiglia Pseudonotidanidae è conosciuta attraverso due generi, che comprendono tre e due specie, rispettivamente (Pseudonotidanus politus, P. semirugosus, P. terencei, Welcommia bodeuri, W. cappettai). Il genere Pseudonotidanus è stato segnalato nel Toarciano della Germania e del Belgio, nel Bathoniano e Calloviano d'Inghilterra e Francia e nell'Oxfordiano della Francia, mentre il genere Welcommia è conosciuto nell'Oxfordiano della Germania e nel Valanginiano del sud della Francia (Underwood & Ward, 2004; Klug e Kriwet, 2010; Cappetta, 2012). Sulla base della struttura dello smalto, Guinot & Cappetta (2011) considerano Welcommia un Hexanchiformes. 